# António Francisco Jaca
António Francisco Jaca (ur. 3 listopada 1963 w Quessua) – angolski duchowny katolicki, werbista, biskup Caxito w latach 2007-2018, od 2018 biskup Benguela.

## Życiorys
Święcenia kapłańskie przyjął 29 września 1990 i w tym samym roku złożył śluby wieczyste w Zgromadzeniu Słowa Bożego. W zakonie pełnił m.in. funkcję wiceprowincjała (1999-2002) oraz prowincjała (2002-2007) prowincji angolskiej.

## Episkopat
6 czerwca 2007 roku został mianowany przez Benedykta XVI pierwszym biskupem nowo utworzonej diecezji Caxito. Sakrę biskupią przyjął 22 lipca tegoż roku, zaś 14 października objął rządy w diecezji. 26 marca 2018 papież Franciszek mianował go biskupem Benguela, ingres odbył 9 czerwca.